# ジャヴァン
ジャヴァン（ジャバン）（Djavan、1949年1月27日 - ）はブラジルの歌手。本名 Djavan Caetano Viana。娘 Flávia virginia、息子Max vianaとJoão vianaがいる。3人ともミュージシャンとして活動している。

## 人物
ブラジル北東部アラゴアス州の首都マセイオの貧しい家庭に生まれる。
独学でギターを習得したジャヴァンは、ビートルズのポール・マッカートニーに憧れ、地元でバンド活動を始める。
18歳のときに「LSD (Luz, Som, Dimensão)」（光、音、次元）というバンドを結成。
このときの彼は主にビートルズの曲を演奏していた。
1973年、23歳の時に音楽業界で自分を試すべく、リオデジャネイロに移住し、現地のナイトクラブNumber One （Ipanema）と 706 （Leblon）で歌い始める。
いくつかのフェスティバルに出場する中、1975年にFestival Aberturaにて彼の「fato consumado」が2位を受賞し、伝説的プロデューサーAloysio de Oliveira（カルメン・ミランダやアントニオ・カルロス・ジョビンを手がけた人）によるアルバム制作が始まる。
これが、その後、偉大なアーティストとなっていくジャヴァンの最初の一歩となる
1976年、アルバム「A voz, o violão, a música de Djavan」を発表。このアルバムの収録曲「Flor de Lis」は、彼の記録的なヒット曲の一つとなる。1978年にはEMIオデオン社にて「有望新人」とされる。
シンガー、そしてソングライターとしてその才能に大きな注目が集まったのは、1978年にEMIブラジルからリリースしたアルバム 「DJAVAN」の中の「alibi」という曲が、女性歌手マリア・ベターニアに取り上げられ、彼女のアルバム「alibi」が空前の大ヒッ トを記録したことに始まる。
そして、彼の曲はガル・コスタら多くの人気シンガー達に競って歌われるようになる。
EMIより「Alumbramento」、「Seduzir」とヒット・アルバムを発表後、1982年、CBSと契約、アメリカに進出。
同年、L.A.にて「Luz」を録音。
スティービー・ワンダーの他、ロニー・フォスター、ヒューバート・ロウズらアメリカ音楽界のポップスとジャズ/ フュージョン界の人気アーティスト達が参加、洗練されたサウンドと、ジャヴァンの伸びのある澄んだ高音のヴォーカルが絶妙にマッチし、世界中で大ヒット、 ジャヴァンはスーパースターの仲間入りを果たす。
「Alumbramento」でのシコ・ブアルキとの共演をきっかけに、1983年にはジャヴァンが主演、シコが音楽総監督をつとめる映画「PARA　VIVER　UM　GRANGE　AMOR」が製作される。この映画は、ブラジル音楽の詩人ヴィニシウス・ヂ・モライスをモデルにした映画である。
1984年に再びL.A.録音の「Lilás」をリリース、全米、そしてヨーロッパ・ツアーも行い、本格的に世界マーケットでの成功が始まる。
その後も年一枚のペースで世界市場に向けたアルバムを発表。アメリカ音楽界でもマイケル・フランクス、リー・リトナー、マンハッタン・トランスファーなど多くのジャヴァン信奉者を持つに至る。
1986年に初来日する。後年のジャヴァンは、Djavan songbook収録のインタビューで「日本人はシャイな性格だと聞いていたのだが、ライブが始まったら1曲目から一緒に歌っていて驚いた」と語っている。
1987年に「Não é Azul Mas é Mar」（君の瞳は海）をリリース。その後、再びブラジル色を強めたアプローチを行い、次々とアルバムを発表。当時注目の若手であったセルソ・フォンセカらとも共演する。
1988年　2度目の来日。
1993年　3度目の来日。
1999年には20年を越えたキャリアで初のライブ・アルバム「Ao Vivo」（2枚組）を発表。ブラジルでは120万枚という空前の大ヒットとなり、現役アーティストとしての存在感を見せつける。
「Ao Vivo」では、息子のMax vianaがギタリストとして参加している。
1998年　レッド・ホット+リスボンのエイズ募金コンピレーションアルバム「Onda Sonora」に「Dukeles」という曲で参加。
2000年に「Acelerou」が2000年ラテングラミー賞で最優秀 Brazilian Songとなる。
その後のアルバムは、2001年「Milagreiro」2004年「Vaidade」　2005年「Na Pista」（自身の曲をDJアレンジ）　2007年「Matizes」　2010年「Ária」　2012年「Rua dos Amores」　2014年「Rua dos Amores Ao Vivo」を発表。
2014年には「Ária」までの全てのアルバムをリマスターした、ブックレット歌詞付の「Caixa Djavan」（Obra Completa De 1976 A 2010）を発表。
「Flor de lis」の他、彼の有名な曲としては「Samurai」「Meu Bem Querer」「Oceano」「Se...」「Faltando um Pedaço」
「Esquinas」「Eu te devoro」「Serrado」などがある。
2015年「Vidas pra contar」を発表。
2017年「Com mais ninguém」を発表。（シングル曲）
2018年「Vesúvio」を発表。
2022年 3月に「Ao Vivo no Montreux Jazz Festival 1997」を発表して、8月には「D」を発表。

## ディスコグラフィー
- 1976 - A Voz, o Violão, a Música de Djavan - ジャヴァン
- 1978 - Djavan - ジャヴァン登場
- 1980 - Alumbramento - 閃き～アルンブラメント
- 1981 - Seduzir - 誘惑～セデュジール
- 1982 - Luz - ルース (光)
- 1984 - Lilás - リラス (ライラックの祈り)
- 1986 - Meu Lado
- 1987 - Não É Azul, mas É Mar - 君の瞳は海
- 1988 - Bird of Paradise
- 1989 - Djavan
- 1990 - Puzzle of HeartsPuzzle of Hearts
- 1991 - Flor de Lis
- 1992 - Coisa de Acender - コイザ・ヂ・アセンデール
- 1994 - Esquinas
- 1994 - Novena - ノヴェーナ
- 1996 - Malásia - マレーシア
- 1996 - Grandes Sucessos - Grandes Sucessos
- 1996 - Samurai - サムライ
- 1998 - Bicho Solto - ビッショ・ソルト～放たれた野獣
- 1999 - Djavan Ao Vivo
- 2001 - Milagreiro - ミラグレイロ
- 2004 - Vaidade
- 2005 - Na pista etc
- 2007 - Matizes
- 2010 - Ária
- 2011 - Ária Ao Vivo
- 2012 - Rua Dos Amores
- 2014 - Rua dos Amores ao Vivo
- 2015 - Vidas Pra Contar
- 2017 - Com mais ninguém
- 2018 - Vesúvio
- 2022 - Ao Vivo no Montreux Jazz Festival 1997
- 2022 - D